# Another World (álbum de Brian May)
Another World es el segundo álbum de estudio hecho por el guitarrista de Queen, Brian May. Grabado en el estudio de su casa después de la finalización del último álbum de Queen, Made in Heaven, el álbum fue lanzado en el Reino Unido el 1 de junio de 1998 y el 15 de septiembre de ese año en EE. UU. El álbum comenzó su vida como un álbum de covers. El concepto "Héroes" era para grabar sus canciones favoritas de sus artistas favoritos, pero la idea pronto se transformó en un álbum completo. Algunas de las tapas encontrado su lugar en el álbum, mientras que otros fueron puestos en libertad como B-sides en sencillos y en el CD de promoción de la gira Another World .
El baterista Cozy Powell murió en un accidente de coche antes de que el álbum fuera terminado.

## Lista de canciones
Todas las canciones fueron escritas y compuestas por Brian May, excepto la que se indicará.
1. "Space" - 0:47
2. "Business" - 5:07
3. "China Belle" - 4:01
4. "Why Don't We Try Again" - 5:24
5. "On My Way Up" - 3:00
6. "Cyborg" - 3:54
7. "The Guv'nor" - 4:13
8. "Wilderness" - 4:52
9. "Slow Down" (Larry Williams) - 4:18
10. "One Rainy Wish" (Jimi Hendrix) - 4:05
11. "All The Way From Memphis" (Ian Hunter) - 5:16
12. "Another World" - 7:30
  - La canción "Another World" contiene una hidden track. Termina a las 4:05, después de un minuto de silencio se hizo la parte solista de piano de "Business" hasta el final. La edición japonesa del álbum no tiene un hidden track.
13. "F.B.I" (Hank Marvin) (Bonus track exclusivo de Japón)
14. "Hot Patootie" (Richard O'Brien) (Japan exclusive bonus track)

## Producción
- Arreglo y Producción por Brian May
- Ingeniería y la coproducción por Justin Shirley-Smith
- Grabado en el Estudio de Allerton Hill,
- Masterizado por Kevin Metcalfe en los estudios Townhouse
- Dirección ejecutiva - Jim Beach
- Gestión, tratamiento, cuidado de niños - Julie Glover
- Diseño y fotografía - Richard Gray
- Equipo de supervisión, mantenimiento, material - Pete Malandrone